# Vasilij Danilovič Pojarkov
Vasilij Danilovič Pojarkov (in russo Василий Данилович Поярков?; ... – 1668) è stato un esploratore russo, il primo a visitare la regione dell'Amur.

## Biografia
L'espansione russa in Siberia iniziò con la conquista del Khanato di Sibir nel 1582. Nel 1643 fu raggiunto il Pacifico a Ochotsk. Ad est del fiume Enisej vi era poca terra adatta all'agricoltura, a parte il Transbaikal, la terra compresa tra i monti Stanovoj ed il fiume Amur controllata dalla Cina. Poyarkov fu mandato ad esplorare questa terra.
Nel 1640 si trovava a Jakutsk come pismenyy golova (approssimativamente, incaricato di registri e corrispondenza). Nel giugno 1643 Poyarkov ed altri 133 uomini partirono da Jakutsk, inviati dal voivoda di Jakutsk, Peter Golovin. Non avendo idea della rotta da seguire, Poyarkov costeggiò i fiumi Lena, Aldan, Učur e Gonam. Ritardato dai 64 bagagli, giunse l'inizio dell'inverno prima che raggiungesse le sorgenti dello Stanovoy. Vi lasciò 49 uomini a passare l'inverno e si diresse a sud oltre le montagne a dicembre per raggiungere l'alto corso dello Zeja nella terra dei Daur, dove trovò una terra di agricoltori con animali addomesticati, case e beni di commercio cinesi che pagavano tributi ai Manciù che avevano appena iniziato la conquista della Cina. Costruì una fortezza invernale nei pressi della foce del fiume Umelkan. Per ottenere rifornimenti dai nativi usò un'eccessiva brutalità, provocandone l'ostilità e rendendo ancora più difficoltosa la ricerca di cibo. I suoi uomini sopravvissero ad una dieta a base di corteccia di pino, cibo rubato, animali selvatici e nativi che catturarono e mangiarono diventando cannibali.
Nella primavera del 1644 solo 40 dei suoi uomini erano ancora in vita. Raggiunti dal gruppo che si era fermato per l'inverno, discesero lo Zeja fino all'Amur. La loro reputazione li precedeva e dovettero combattere lungo l'Amur per difendersi da varie imboscate. In autunno raggiunsero la terra dei Nivchi alla foce dell'Amur. Con così tanti nemici dietro di lui, Poyarkov reputò non saggio fare ritorno lungo la stessa rotta. Durante l'inverno costruirono delle barche e la primavera seguente risalirono la costa del mare di Ochotsk fino al fiume Ul'ja, passando l'inverno successivo nelle capanne costruite da Ivan Jur'evič Moskvitin sei anni prima. La primavera seguente seguirono la rotta di Moskvitin lungo il fiume Maja fino a Jakutsk, giungendovi esattamente tre anni dopo la partenza.
Come molti di coloro che contribuirono alla conquista della Siberia, Poyarkov non ricevette ricompense. I suoi metodi grezzi gli provocarono nemici anche tra i propri uomini. Il voivoda di Jakutsk lo inviò a Mosca per subire un processo ed un destino sconosciuto. Qualsiasi cosa le autorità pensassero di Poyarkov, furono contenti delle informazioni che ricevettero da lui. La successiva spedizione russa lungo l'Amur fu guidata da Erofej Pavlovič Chabarov nel 1650.